# Kelvingrove Art Gallery and Museum

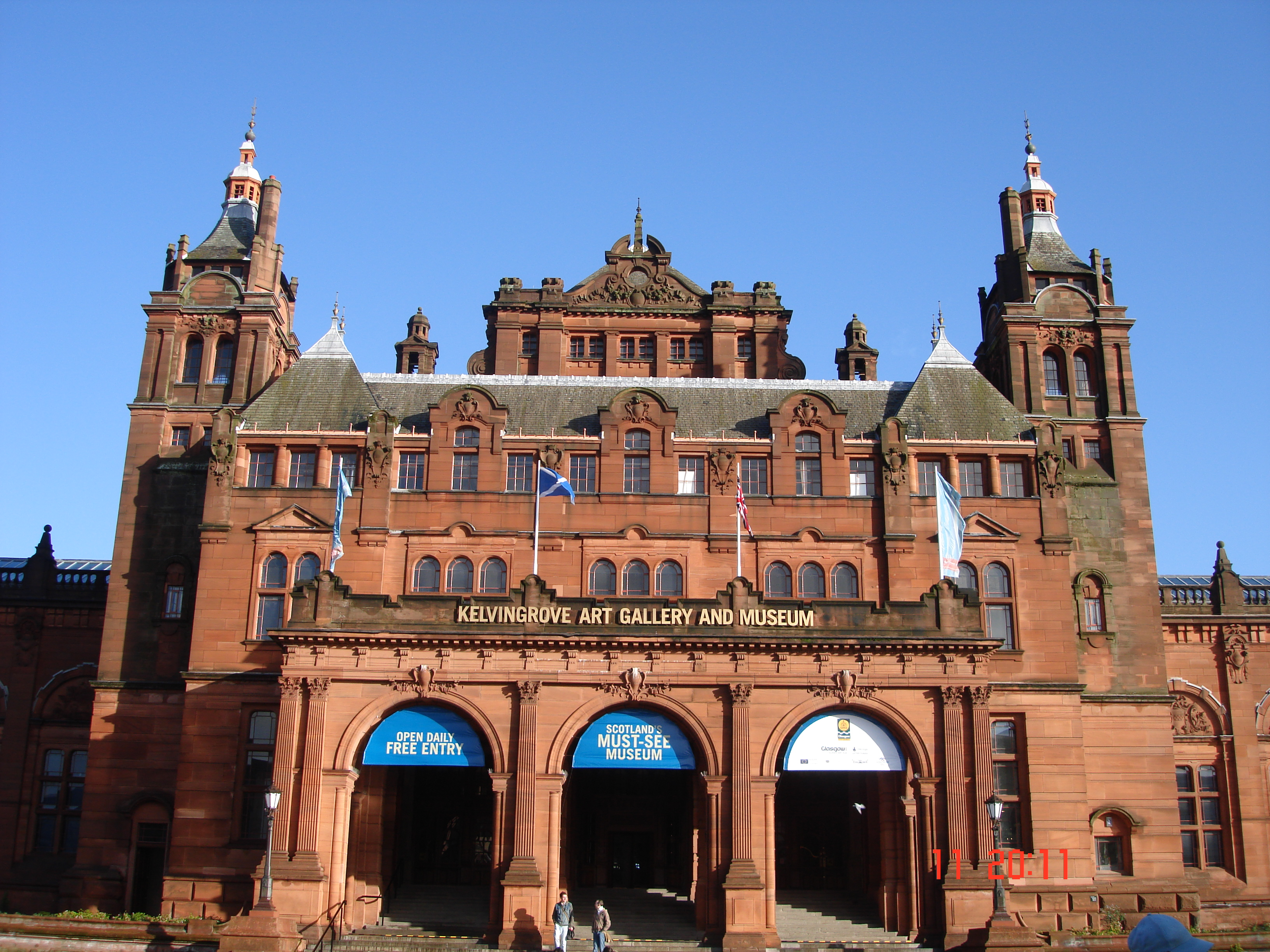
Glasgow, Kelvingrove Museum, Haupteingang

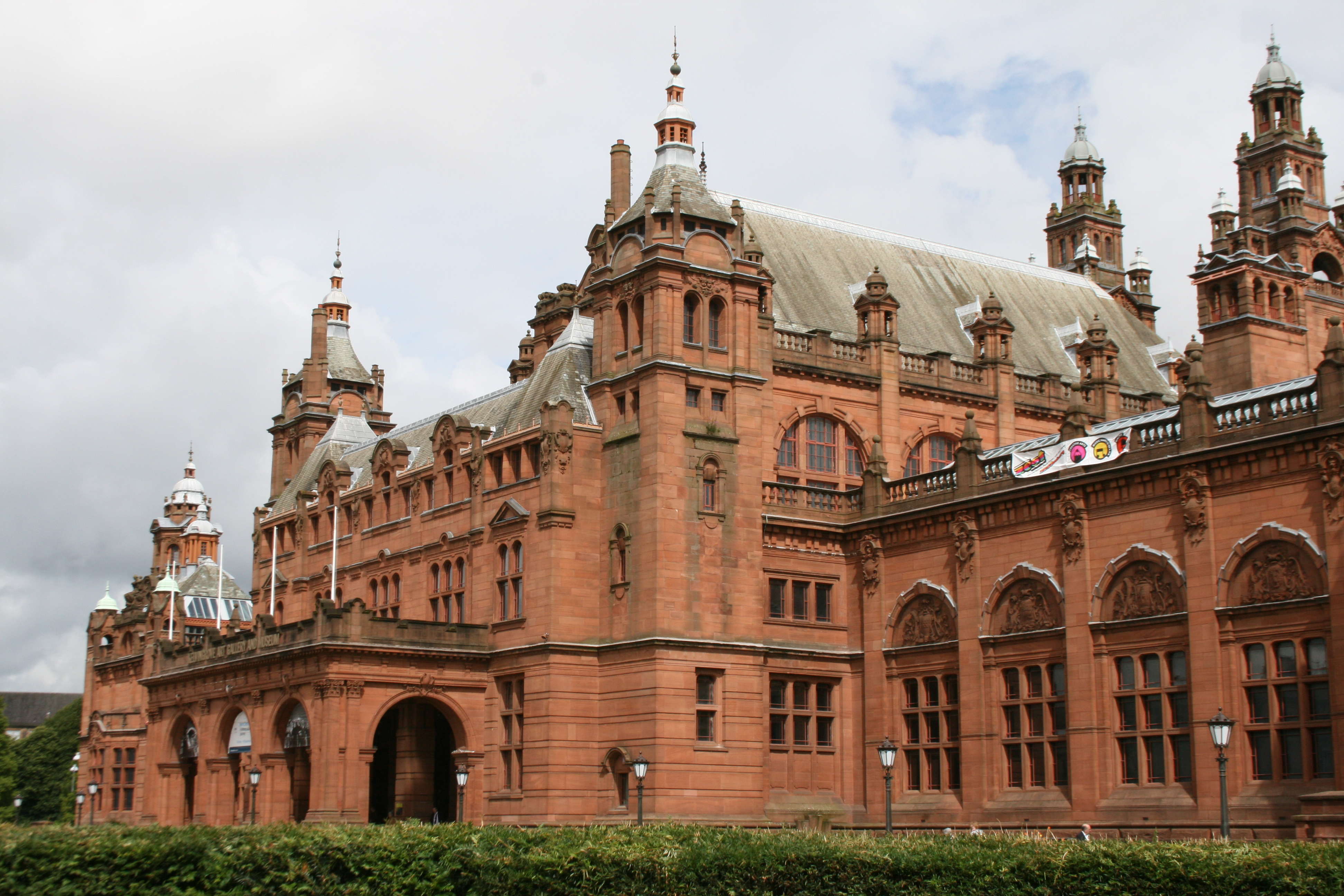

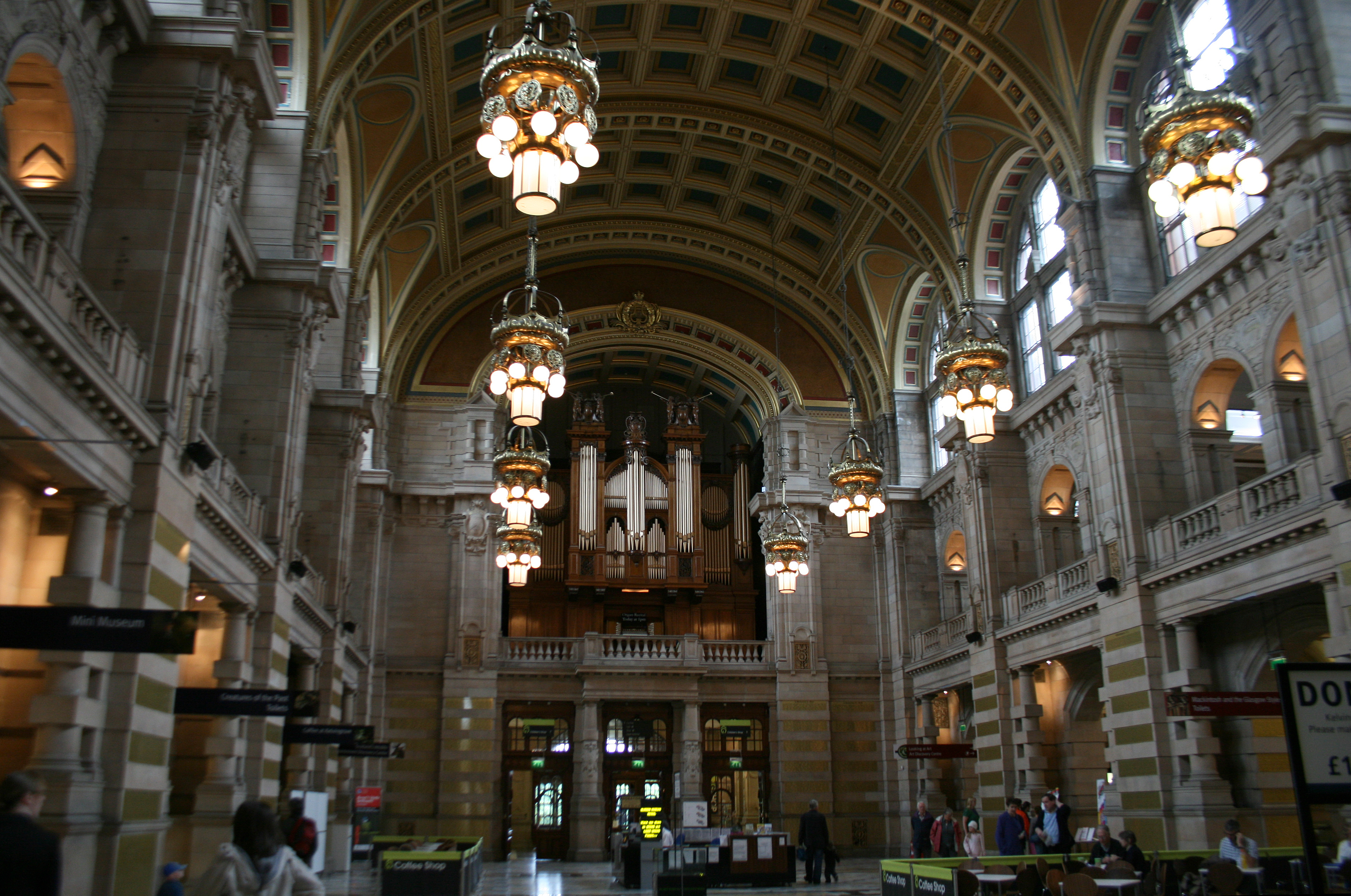

Kelvingrove Art Gallery und Museum ist Glasgows größtes Museum und Kunstgalerie und besitzt eine der größten städtischen Kunstkollektionen Europas. Das Museum ist die zweitbeliebteste Besucherattraktion Schottlands und das meistbesuchte Museum im Vereinigten Königreich außerhalb Londons. Es befindet sich in der Argyle Street gegenüber der architektonisch ähnlichen Kelvin Hall im Westen der Stadt, am Ufer des Flusses Kelvin. Es grenzt an den Kelvingrove Park und befindet sich in unmittelbarer Nachbarschaft des Hauptcampus der Universität Glasgow auf dem Gilmorehill.
Der Bau von Kelvingrove wurde teilweise aus den Erlösen der Internationalen Ausstellung des Jahres 1888 finanziert, die im Kelvingrove Park stattfand. Die Kelvingrove Art Gallery wurde 1902 eröffnet. Entworfen wurde sie von Sir John W. Simpson und E.J. Milner Allen. Das Gebäude ist im spanischen Barockstil erbaut und folgt der Tradition Glasgows, roten Sandstein zu verwenden. Ein weitverbreitetes Gerücht sagt, das Gebäude sei falsch herum erbaut worden und der Architekt hätte nach der Fertigstellung Selbstmord begangen, indem er von einem der Türme sprang (oder sich erhängte). Dies ist jedoch falsch und kommt wahrscheinlich daher, dass sich der Haupteingang des Museums im Kelvingrove Park befindet, die meisten Besucher das Gebäude jedoch von der Argyle Street aus betreten.
Die Ausstellungsstücke des Museums kamen hauptsächlich aus der McLellan-Galerie und aus dem alten Kelvingrove House Museum im Kelvingrove Park. Sie umfassen eine der herausragendsten Waffen- und Rüstungskollektionen der Welt, eine enorme naturhistorische Kollektion, sowie eine Kunstkollektion. Letztere bietet viele bedeutende europäische Kunstwerke, einschließlich Werke der Alten Meister, französischer Impressionisten und schottischer Maler. Das Museum beherbergte das Bild Der Christus des Hl. Johannes vom Kreuz von Salvador Dalí, das zwischen 1993 und Juli 2006 im St Mungo Museum of Religious Life and Art ausgestellt wurde.
Am 11. Juli 2006 wurde Kelvingrove nach dreijähriger Renovierungszeit wiedereröffnet. Die Renovierungsarbeiten kosteten etwa 35 Millionen Pfund und umfassten den Bau eines neuen Restaurants und einer großen Erweiterung der Ausstellungsfläche, um die 8000 Ausstellungsstücke zeigen zu können.
2019 wurde Kelvingrove Art Gallery and Museum von rund 1,83 Millionen Personen besucht. 2024 betrug die Besucherzahl etwa 1,18 Millionen Personen.

## Ausstellungen
- Eine Ausstellung mit über 100 Bildern des britischen Malers Jack Vettriano stellte mit über 123.000 Besuchern in der Zeit von September 2013 bis Februar 2014 einen Besucherrekord für eine Kunstausstellung des Museums auf.[3]
- 2018: Charles Rennie Mackintosh Making the Glasgow Style.